# Välluv-Frillestads församling
Välluv-Frillestads församling var en församling i Lunds stift och i Helsingborgs kommun. Församlingen uppgick 2010 i Kropps församling.

## Administrativ historik
Välluv-Frillestads församling bildades 2002 genom sammanslagning av Välluvs församling och Frillestads församling.
Församlingen var till 2010 annexförsamling i pastoratet Kropp, Mörarp-Hässlunda och Välluv-Frillestad. Församlingen uppgick 2010 i Kropps församling.

## Kyrkor
- Frillestads kyrka
- Välluvs kyrka